# Formula One Constructors Association
La Formula One Constructors' Association (FOCA)  est une organisation des constructeurs de châssis qui dessinent et produisent les monoplaces de course de Formule 1 du Championnat du monde. Elle a remplacé la Formula 1 Constructors Association (F1CA, le nom a changé à cause de connotations malheureuses dans certaines langues) et elle est vite menée par Bernie Ecclestone et Max Mosley (à l'origine cofondateur de l'écurie March Engineering). Frank Williams, Colin Chapman, Teddy Mayer, Ken Tyrrell en font également partie. La FOCA a pour but de défendre les intérêts des écuries privées face à l'instance dirigeante, aux organisateurs de Grands Prix et enfin, par rapport aux écuries bénéficiant de largesses ou de subventions comme Ferrari, Matra et Alfa Romeo. Ecclestone devient le directeur exécutif en 1978, avec Mosley comme conseiller juridique.

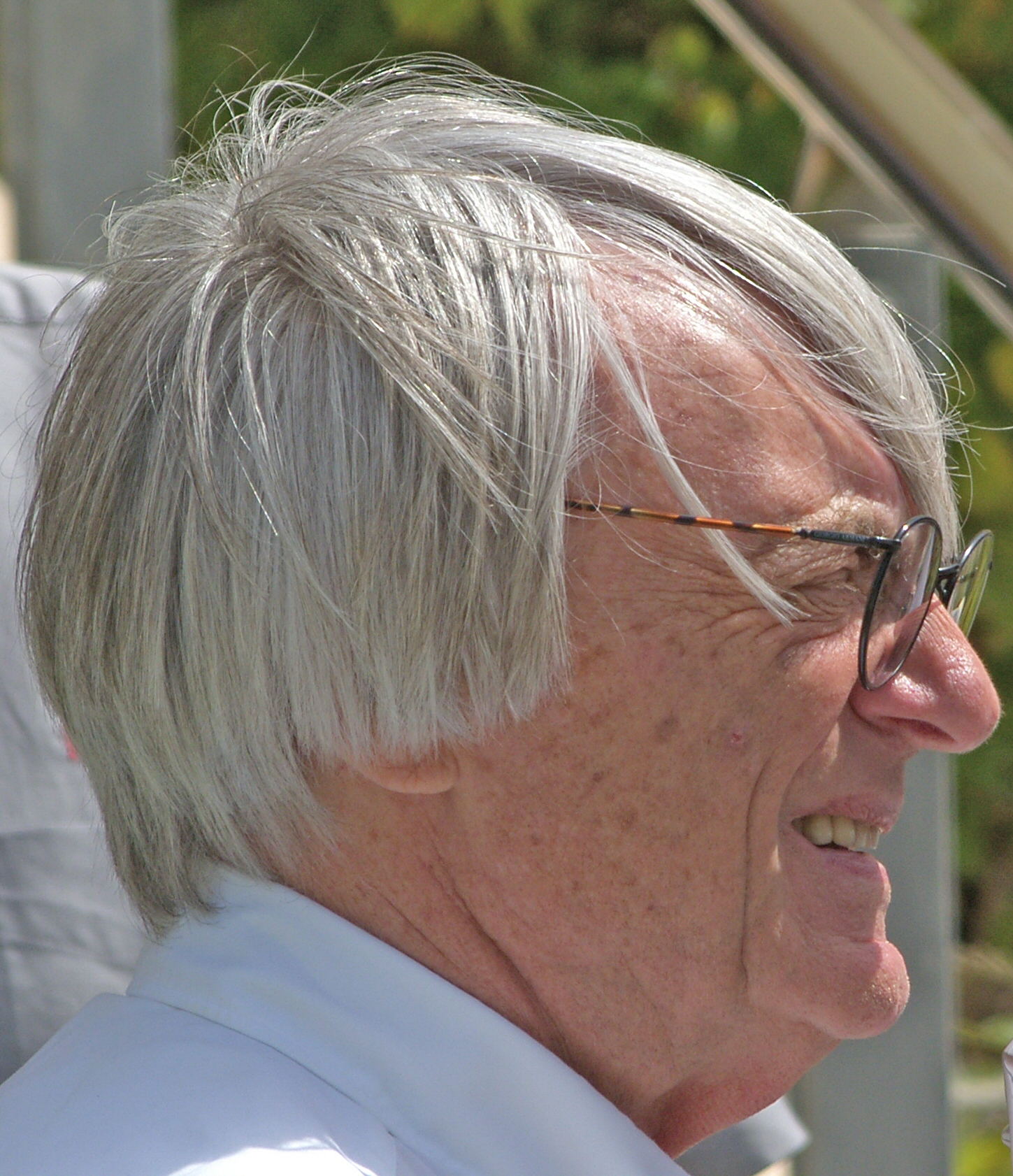
Bernie Ecclestone

Au début des années 1970, le Britannique Bernie Ecclestone, (qui a racheté l'écurie Brabham à l'issue de la saison 1971) entreprend de fédérer en association la plupart des écuries de Formule 1. Rapidement émerge ainsi la FOCA (Formula One Constructor Association). L'ambition de la FOCA est double. 
Les revenus générés par les courses ainsi que les dépenses des écuries ont considérablement augmenté, allant de pair avec l'intérêt du public pour ce sport. Les écuries, considérant les sommes de plus en plus élevées qu'elles investissent, estiment quant à elles que non seulement il est possible de générer plus de revenus, mais qu'en plus, une part du gâteau leur est due. Au nom de la FOCA, Bernie Ecclestone entreprend alors de négocier directement avec certains organisateurs de Grands Prix, garantissant la présence des écuries qu'il représente contre le versement d'une somme forfaitaire de plus en plus élevée. La FOCA va même jusqu'à devenir directement l'organisatrice de certaines épreuves. La FOCA commence également à négocier avec les chaînes de télévision, nouvel acteur (pas encore majeur, mais sur le point de le devenir) du monde des Grands Prix.
L'organisation strictement sportive du championnat du monde est de la compétence exclusive de la Commission sportive internationale (CSI). Mais sur ce point également, la FOCA estime avoir son mot à dire, et refuse de se laisser dicter les modifications du règlement technique, sources de dépenses supplémentaires pour les écuries. 
Le Français Jean-Marie Balestre, accède à la présidence de la CSI (l'organe sportif de la FIA) qui prend le nom de FISA et rapidement tente de s'opposer à la montée en puissance de l'influente association des constructeurs dirigée par Bernie Ecclestone : c'est le début de la guerre FISA-FOCA. En 1981, les deux parties signent la paix des braves, donnant lieu à la première mouture des Accords Concorde (du nom de la Place de la Concorde à Paris, où la FIA/FISA a son siège). Pour faire simple, ces accords entérinent le partage des pouvoirs entre la FISA (qui conserve toute autorité en matière sportive et réglementaire) et la FOCA avec laquelle la FIA accepte de partager les profits réalisés, en lui laissant l'exploitation commerciale des courses. Chaque écurie recevra une part des profits, proportionnellement à ses résultats au championnat. Bernie Ecclestone devient à ce moment le patron officieux de la Formule 1.